# Cyphophthalmus silhavyi
Cyphophthalmus silhavyi is een hooiwagen uit de familie Sironidae. De originele naamcombinatie (protoniem) was Siro silhavyi Kratochvíl, 1938.